# Verona Cabriolet
Das Verona Cabriolet ist ein Anfang der 1990er-Jahre in Kleinserie hergestellter Roadster. Hersteller war zunächst Verona Automobile GmbH & Co. KG aus Aschaffenburg, später E.S.W. Automobile GmbH aus dem gleichen Ort, später aus Grünwald und zuletzt die Verona Automobile AG. Der Neupreis betrug anfangs 66.990,– DM, der jedoch durch Sonderausstattungen auf über 100.000 DM steigen konnte.

## Ausstattung
Die Grundausstattung ab Werk umfasste unter anderem verchromte Stoßstangen, Kühlergrill, Scheinwerfergehäuse, Außenspiegel und Speichenräder.
Lieferbar waren die Lackierungen Rosso Corsa, Elfenbein, Midnight-Blue und Schwarz. Als Innenraum- und Verdeckfarben waren Schwarz, Sierra-Beige, Dunkelblau, Dunkelbraun und Mintgrün lieferbar.
Als Sonderausstattung wurden u. a. eine Differentialsperre (25 %), Antiblockiersystem, ein Automatikgetriebe, Servolenkung, Klimaanlage und auch ein Hardtop angeboten. Zudem konnte eine Roadster-Variante bestellt werden: Das Fahrzeug erhielt dann besondere Roadstertüren mit Steckscheiben, seitliche Windabweiser und ein abnehmbares Verdeck.

## Chassis und Karosserie
Der Wagen basiert auf einem Gitterrohrrahmen aus hochfestem, beschichtetem Stahl. Die Karosserie besteht aus glasfaserverstärktem Kunststoff mit sogenannten „Sandwicheinlagen“.

## Fahrwerk
Das Fahrwerk hat vorn und hinten Einzelradaufhängung, vorn mit Stabilisator versehen. Die Bereifung ist 225/60 VR 15 auf verchromten Speichenrädern der Größe 7Jx15.

## Motor
Angetrieben wurde der Wagen von einem BMW M30-Sechszylinder-Reihenmotor mit einem Hubraum von 3430 cm³ und einer Leistung von 155 kW (211 PS) bei 5700/min. Auch das Getriebe stammte von BMW. Die Höchstgeschwindigkeit war mit 222 km/h, die Beschleunigung mit 6,4 Sekunden von 0 auf 100 km/h angegeben. Eine weitere Version wurde mit einem 2,5-Liter-Motor (2494 cm³) mit 125 kW (170 PS) bei 5800/min angeboten; Höchstgeschwindigkeit dieses Fahrzeugs: 210 km/h, Beschleunigung 8,3 Sekunden von 0 auf 100 km/h. Beide Varianten hatten einen geregelten Drei-Wege-Katalysator.

## Bilder

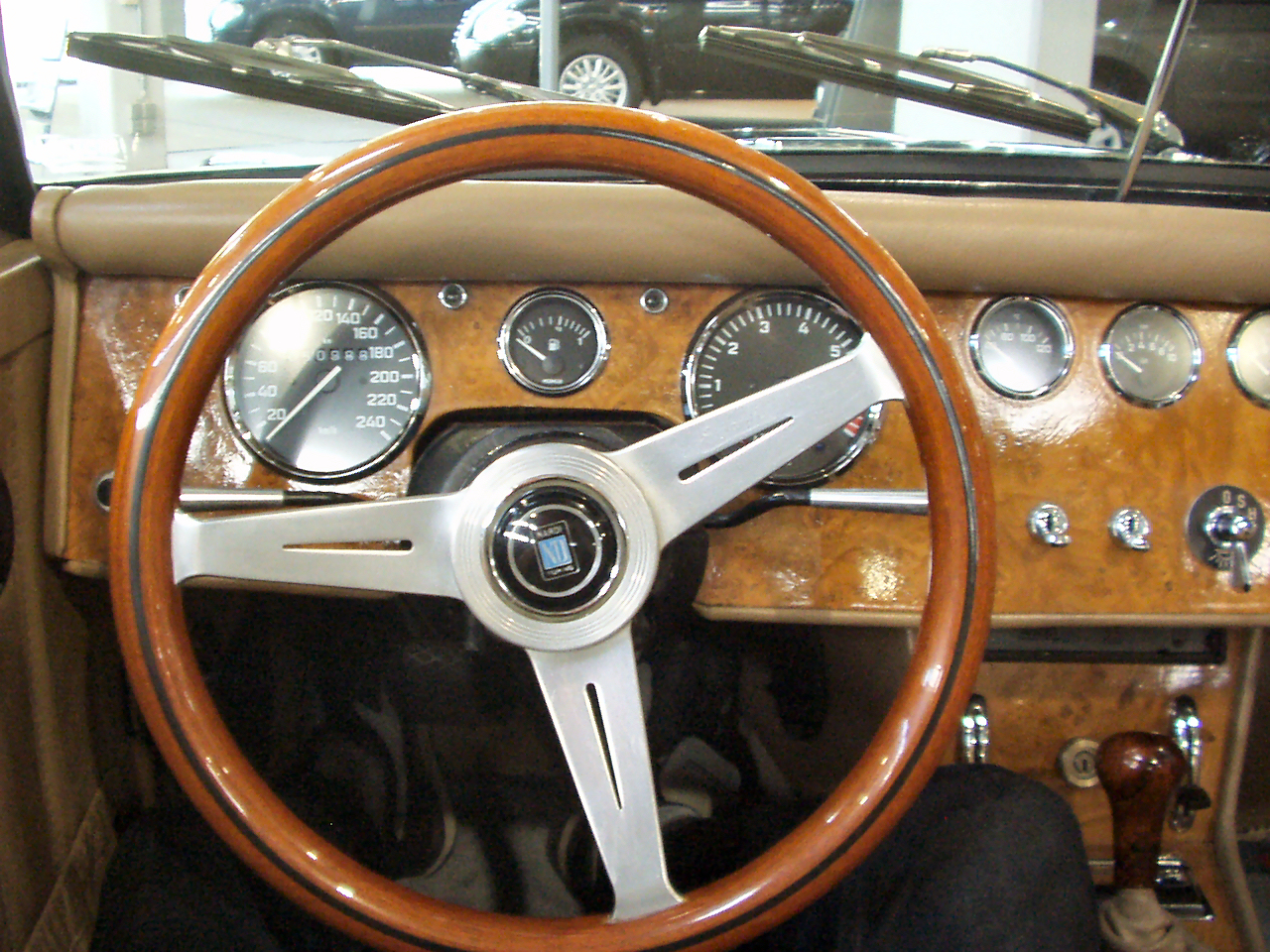
Cockpit
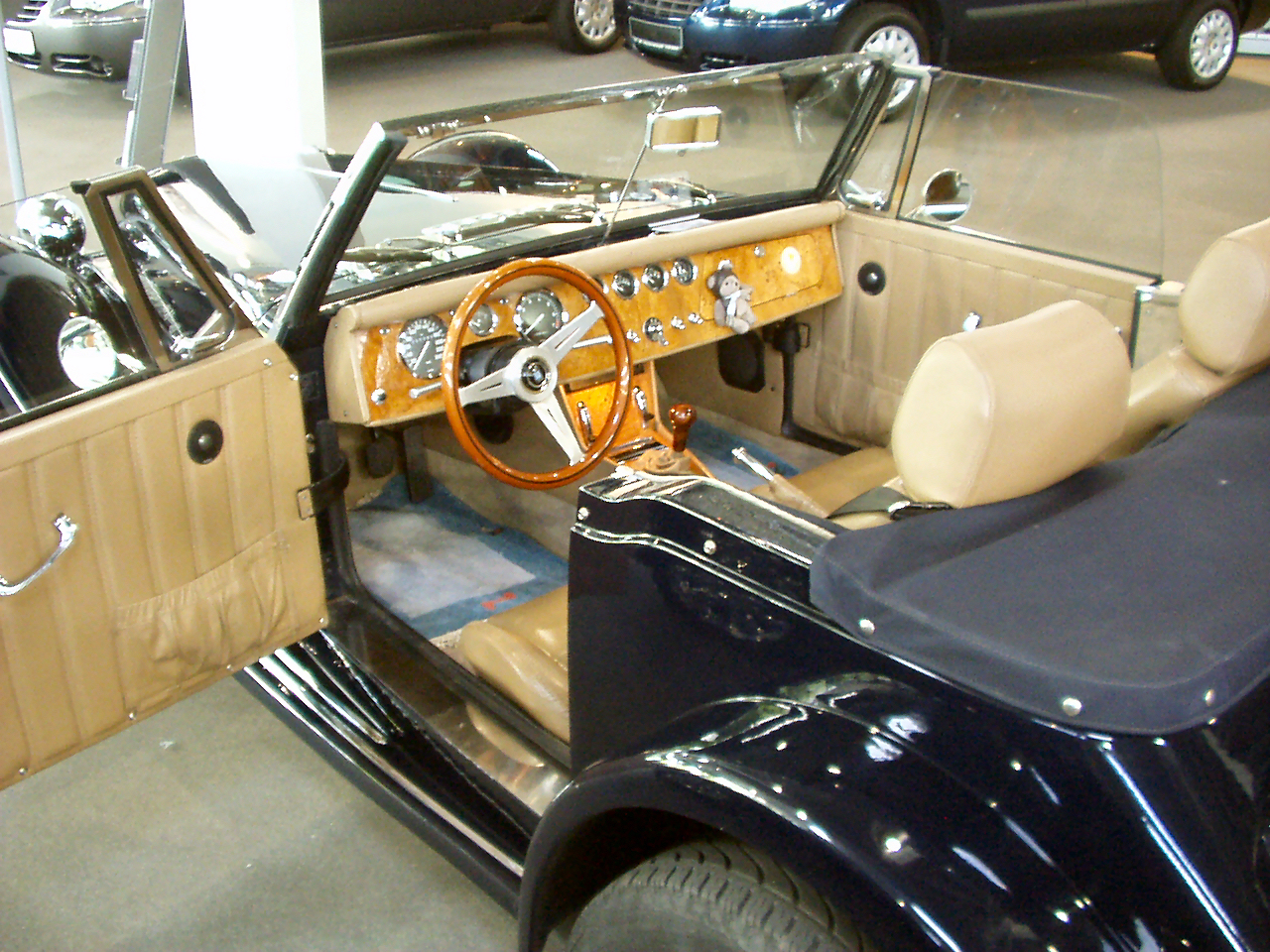
Blick in den Innenraum
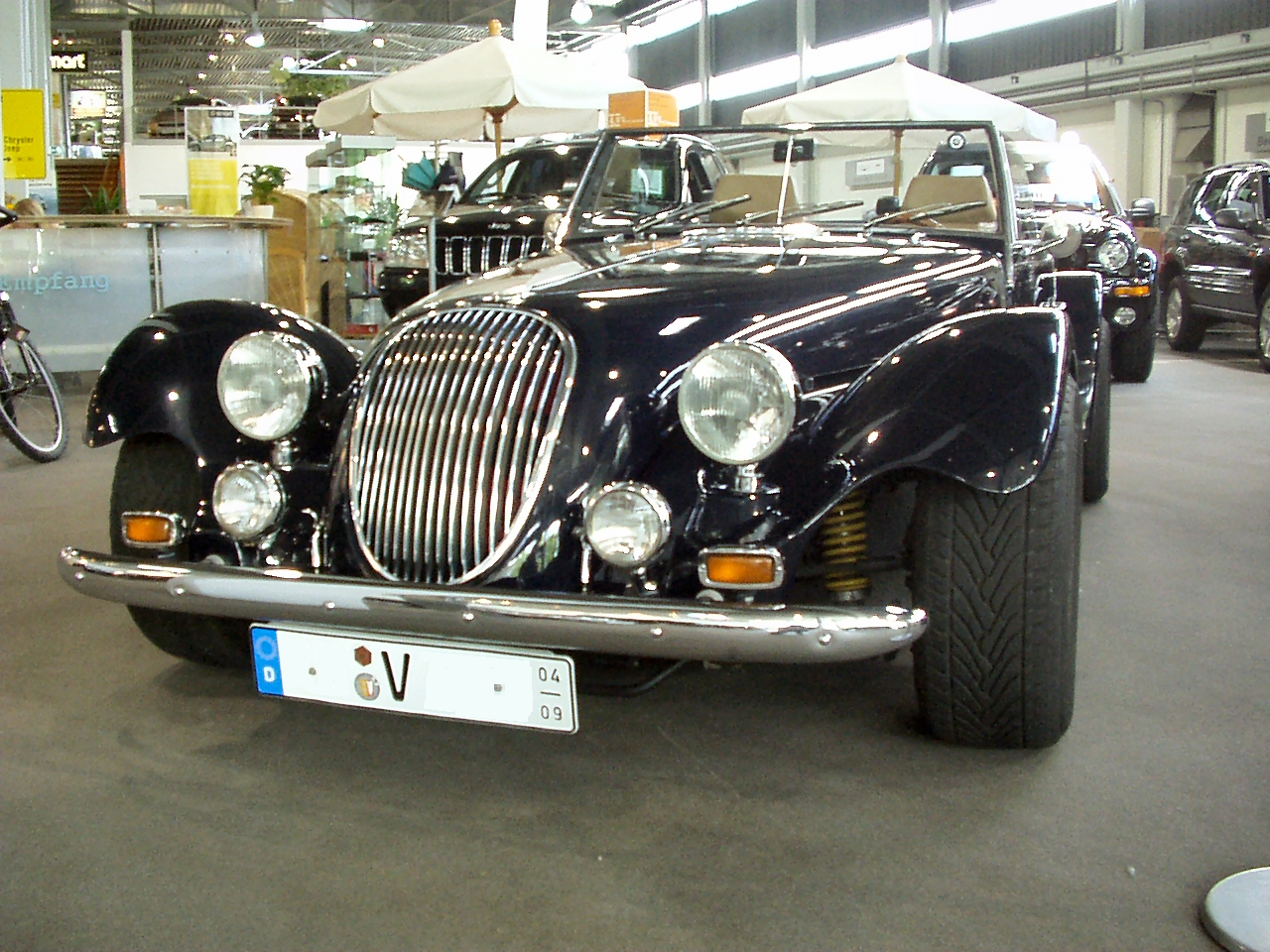
Frontansicht
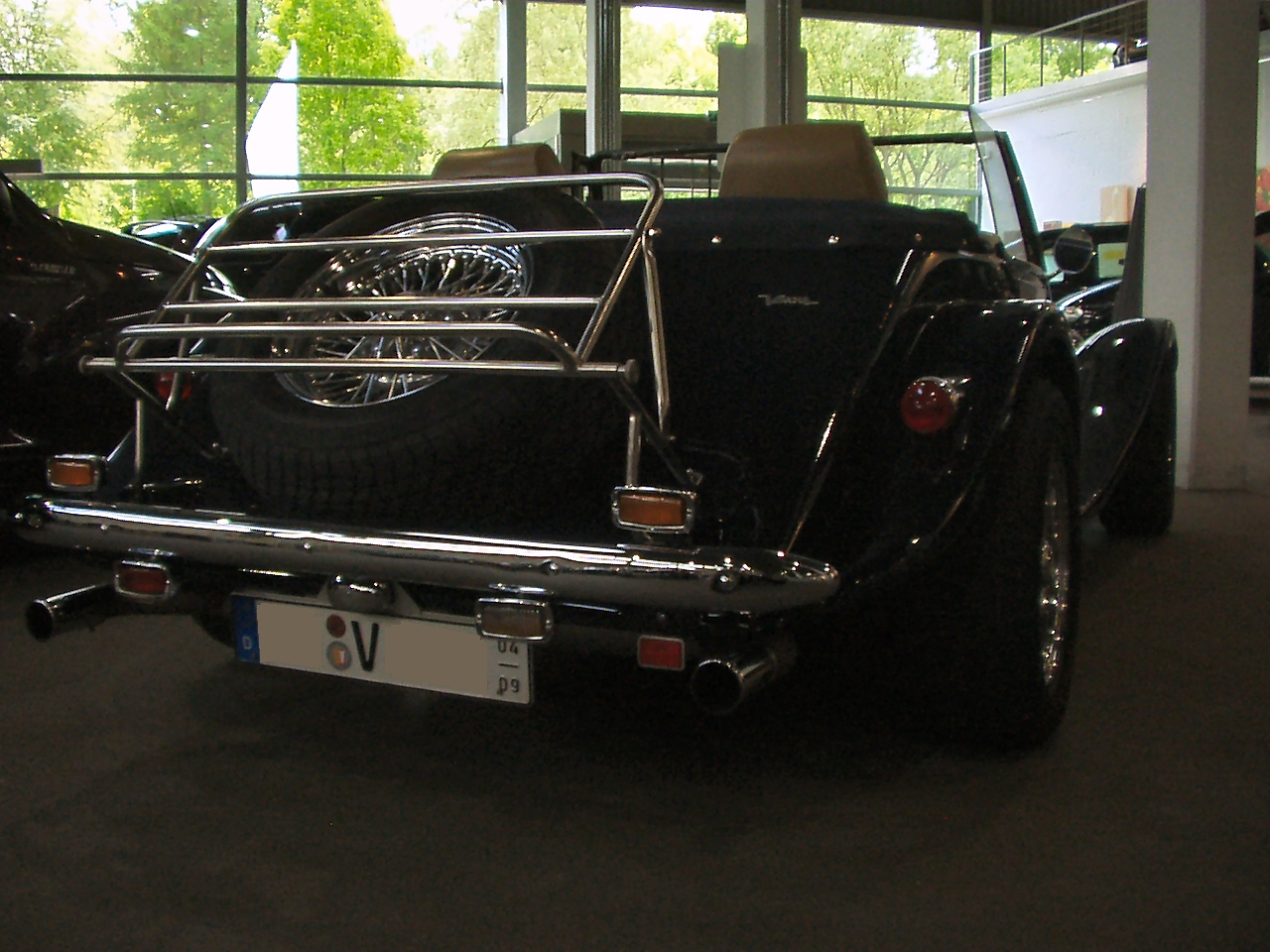
Heckansicht
Datenblatt